# Abbaye de Selincourt
Pour les articles homonymes, voir Selincourt.
L'abbaye de Selincourt était une abbaye de chanoines réguliers de l'Ordre de Prémontré, fondée en 1130 et supprimée à la Révolution. Elle était située sur le territoire de l'actuelle commune d'Hornoy-le-Bourg (Somme).

## Histoire

### Fondation de l'abbaye
Cette abbaye de chanoines réguliers de l'ordre des Prémontrés fut fondée par Gautier Ier Tyrel de Poix, sur des terres offertes par Milon de Selincourt. 
Des religieux venus de l'abbaye Saint-Josse de Dommartin s'installèrent à Selincourt en 1130. Milon de Selincourt en fut le premier abbé. 
L'abbaye est dédiée à saint Pierre. L'une des chapelles de l'abbatiale servait de sépulture à la famille des fondateurs, la Maison Tyrel de Poix.

### La Sainte Larme de Selincourt
Bernard III de Moreuil reçut en récompense de sa bravoure lors du siège de Constantinople (1204) au cours de la Quatrième croisade, une des larmes du Christ. Il rapporta cette sainte relique en France et en fit don, en 1209, à l'abbaye de Selincourt. On attribuait à cette Sainte-Larme des vertus miraculeuses, en particulier, celle de guérir les maux aux yeux. 
La relique était vénérée, en particulier lors d'un pèlerinage, chaque lundi de Pentecôte à Selincourt  , attirant une nombreuse population d'Amiens, Abbeville et des campagnes environnantes .  
Au XIVe siècle, le pape Clément VI accorde une messe et des indulgences particulières aux célébrations propres à la Saint Larme. D'abord manuscrite, cette messe fut imprimée dans les missels de l'ordre des Prémontrés .  
Le pèlerinage à l'abbaye occasionna de nombreuses guérisons de maux aux yeux, qui sont attestées aux XVIIe et XVIIIe siècles .  
La relique se présentait sous la forme d'un bloc en cristal serti d'argent, de la taille d'un œuf de poule aplati. Dans ce bloc en cristal, était une cavité contenant un liquide incolore au repos, dans lequel apparaissait un filet rougeâtre semblable à du sang, lorsqu'on l'agitait .

### Ruine et reconstruction de l'abbaye
En 1446, l'ensemble de l'abbaye fut consumé par un incendie qui n'épargna que le mur d'enceinte et une partie des voûtes du chœur. La Sainte Larme fut préservée et l'abbaye reconstruite au XVIe siècle, grâce aux indulgences accordées par le pape Clément VI. Une confrérie de la Sainte Larme fut chargée de lever des fonds en organisant des processions des reliques de l'abbaye, outre la Sainte Larme, un morceau du bras de saint Pierre et du pied de saint André.  
En 1642, Pierre Gatte, orfèvre d'Abbeville, réalisa un reliquaire en argent pour la Sainte Larme. 

#### Description de l'abbatiale
L'abbatiale de Selincourt, longue d'environ 75 mètres, était alors un des plus vastes édifices du diocèse d'Amiens après la cathédrale. Elle était bâtie sur un plan en forme de croix.   
Sur le portail de l'abbatiale apparaissait le blason de l'abbaye (de gueules à deux clés d'argent en sautoir, accompagnées de quatre larmes du même, une en chef, deux en flanc et une en pointe) et celui de la Maison Tyrel de Poix.   
Le chœur était entouré d'un déambulatoire à neuf arcades, avec autant de chapelles rayonnantes.  Chacune de ces chapelles était pourvue d'un autel et fermée par des balustres en bois, sauf une qui était fermée par une grille en bois. Certaines d'entre elles étaient ornées de boiseries et de tableaux. L'une de ces chapelles était dédiée à la Sainte Larme, une autre, derrière le maître autel, à la Vierge, une autre à saint Nicaise, une autre encore, la chapelle Saint-Norbert, fondateur des Prémontrés, était celle dite des fondateurs . On y trouvait la sépulture de Guillaume Tyrel, sire de Poix, celle de Marguerite d'Azincourt, son épouse, celle de Marie, leur fille, celle de plusieurs abbés , celle de François de Créquy, évêque de Thérouanne, premier abbé commendataire de 1544 à 1552, etc.  
Le chœur comportait un maître autel et 28 stalles, entourées de boiseries sculptées. Il était séparé du déambulatoire par des grilles scellées dans les colonnes .   
À l'intérieur de l'abbatiale, se trouvaient notamment un orgue, six cloches, douze autels, une chaire, deux confessionnaux , et de nombreuses grilles, séparant le chœur du reste de l'édifice . L'abbatiale comportait trois nefs, soutenues par des arcs-boutants ornés de sculptures .  
Le transept droit était prolongé par un bâtiment long d'environ 70 mètres, abritant le réfectoire et les cellules des moines. Des chambres étaient réservées aux visiteurs, de même qu'une écurie pour leurs chevaux. L'une des façades était précédée par une cour et l'autre par un jardin .  
L'abbatiale était environnée par le logis de l'abbé, un jardin clos, une très vaste grange, un moulin à vent, un colombier . 
Quelque peu délaissée pendant le règne de Louis XV, l'abbaye bénéficia de nombreux travaux pendant les deux décennies qui précédèrent la Révolution, grâce au dernier abbé, Pierre Tascher .

### Disparition de l'abbaye
À la Révolution, l'abbaye fut déclarée bien national. Les archives et la bibliothèque furent transférées à Amiens, comme celles d'autres abbayes des environs et depuis la Restauration, elles sont conservées à la Bibliothèque municipale d'Amiens. 
L'abbaye fut vendue et complètement détruite. Après la destruction, le dernier abbé, Pierre Tascher, resta à Selincourt, où il mourut en 1798 . 
La Sainte Larme fut confiée au dernier abbé, Pierre Tascher. Après bien des périples, elle fut conservée, à partir de 1873, à l'église Saint-Rémi d'Amiens, dans un reliquaire réalisé spécialement par Placide Poussielgue-Rusand.  
Au XIXe siècle, plusieurs ecclésiastiques s'efforcèrent successivement de rétablir son culte, à Selincourt ou ailleurs, mais sans y parvenir, jusqu'à l'autorisation donnée en 1917 par Mgr André de La Villerabel, alors évêque d'Amiens .  
L'ampoule en cristal conservant cette Sainte Larme fut fêlée accidentellement par un sacristain de l'église Saint-Rémi d'Amiens, pendant l'entre-deux-guerres, le contenu de cette ampoule, la larme elle-même, disparut . Seul subsiste, avec l'ampoule, le reliquaire du XIXe siècle, déposé depuis 1990 dans l'église paroissiale de Selincourt.

## Vestiges
- Hornoy-le-Bourg : 
  - il subsiste sur l'ancien site de l'abbaye, à la ferme Sainte-Larme, à un kilomètre au sud du village de Selincourt, une partie du mur d'enceinte de l'abbaye et quelques vestiges lapidaires conservés par le propriétaire de la ferme.
  - Dans l'église paroissiale de Selincourt, reconstruite de 1873 à 1875, un vitrail de 1878 représente une évocation de la Sainte Larme [18].
  - Le maître-autel de l'église de Bezencourt, également commune d'Hornoy-le-Bourg, est réputé provenir de l'abbatiale de Selincourt [19].
  - Dans l'église de Tronchoy, un tableau, Jesus donnant les clés à Saint Pierre, provient aussi de l'abbatiale de Selincourt [20].
- Villers-Campsart : dans l'église, protégée au titre des Monuments historiques depuis 1926, ancienne porte à deux battants, avec un massif encadrement cintré, le tout en chêne sculpté, de style renaissance. Derrière l'angelot qui surmonte la double porte, deux blasons sculptés, celui de l'Abbaye de Selincourt et un autre avec un chevron . Dans l'église de Villers-Campsart, cette porte ferme l'ancienne chapelle seigneuriale, convertie en sacristie après la Révolution[21].
- Amiens [1], 
  - au Musée de Picardie, une cuve baptismale du XIIe siècle, en pierre de Marquise, sculptée sur quatre faces. On peut y voir sur la partie supérieure : sur une face, le Christ arrachant le voile à l'hérésie et couronnant la religion et le baptême du Christ ; sur une autre face, la présentation de Jésus au Temple [22].
  - Des ouvrages provenant de l'ancienne bibliothèque de l'abbaye sont conservés à la Bibliothèque municipale d'Amiens.
- Sains-en-Amiénois : l'église Saint-Fuscien, Saint-Victoric et Saint-Gentien conserve une statue de la Vierge en grès blanc (XIIIe siècle) et un maître-autel (XVIIIe siècle), provenant de l'abbaye de Selincourt[23].

## Pour approfondir